# Tal vez (canción de Kudai)
«Tal vez» es una canción de la banda de Pop-rock chilena Kudai escrita por Guz y Dr. Alfa, y producida por Guz. Fue lanzada en Latinoamérica como el tercer sencillo del álbum «Sobrevive» a principios de 2007.

## Video musical
El video musical de «Tal Vez» fue dirigido por Juan Pablo Olivares, y rodado en la Iglesia de los Sacramentinos y en el Cementerio General de Santiago de Chile. En el video musical se muestra la problemática de dos jóvenes alcohólicos y drogadictos, los que intentan superar su adicción por medio de diversas terapias, y en la Iglesia se muestra al grupo interpretando la canción, vestidos como si fueran un grupo de Metal Gótico, lo cual provocó muchas críticas hacia el grupo.

## Trayectoria en las listas musicales
«Tal Vez» debutó la semana del 27 de marzo de 2007 en la posición n.º 13 del Chile Top 20, donde se posicionó n.º 1, arrebatándoselo a «Si Nos Quedara Poco Tiempo» de Chayanne, y donde permaneció durante dos semanas consecutivas, convirtiéndose en el cuarto sencillo de Kudai en alcanzar la posición n.º 1 en Chile. «Tal Vez»también debutó la semana del 24 de mayo de 2007 en la posición n.º 20 del Top 20 de Argentina, lista en la que se posicionó n.º 4 durante tres semanas no consecutivas. Actualmente el video supera las 11 000 000 visitas en YouTube.

## Posicionamiento en listas
| Listas (2007)              | Mejor posición |
| -------------------------- | -------------- |
| Argentina (Top 20 Singles) | 1              |
| Chile (Top 20 Singles)     | 1              |
| México (Los 40)            | 14             |
| Paraguay (Radio Latina)    | 12             |